# Stensbo
Stensbo er en by i Ludvika kommun i Dalarnas län i Sverige, beliggende cirka 15 kilometer nordvest for Ludvika og fire kilometer sydøst for Grangärde. Gennem Stensbo går Grangärdevägen, eller riksväg 66 mod Transtrandsfjällen. Bebyggelsen ligger ved Stensboviken, på den nordligste halvø i søen Väsman.

## Historie
Stensbo hed i 1500-tallet Krokeboda og var sæter under Grangärde kyrkby. I starten af 1600-tallet flyttede bønderne Sten Andersson og Mats Matsson hertil og byggede gårde ved vandfaldet Stensbonoret, som siden middelalderen har været et vigtigt vandløb. Ved Stensbonoret kunne både nå søerne Björken, Saxen og Bysjön. I dag er Stensbonoret farbart for småbåde, men der har ikke været nogen nyttetrafik siden 1930'erne.
I begyndelsen af 1900-tallet førtes Stockholm–Västerås–Bergslagens Järnvägars linje Ludvika-Nyhammar-Björbo-Vansbro her forbi. Stensbo fik sin egen station hvilket medførte at vandvej, landevej og jernbane blev knyttet sammen og bebyggelsen nåede sin betydnings højdepunkt. Det sidste persontog mellem Ludvika og Björbo kørte i 1963. Den gamle stationsbygning er bevaret og er i dag privatbolig, mens jernbanedæmningen er blevet bygget om til gang- og cykelsti.